# Цєплахи
Цєплахи (пол. Cieplachy) — частина села Озерня у Польщі, в Люблінському воєводстві Томашівського повіту, ґміни Томашів.

## Історія
Первісним населенням Цєплах були русини-лемки, які компактно проживали на своїх історичних землях. 